# Tamales

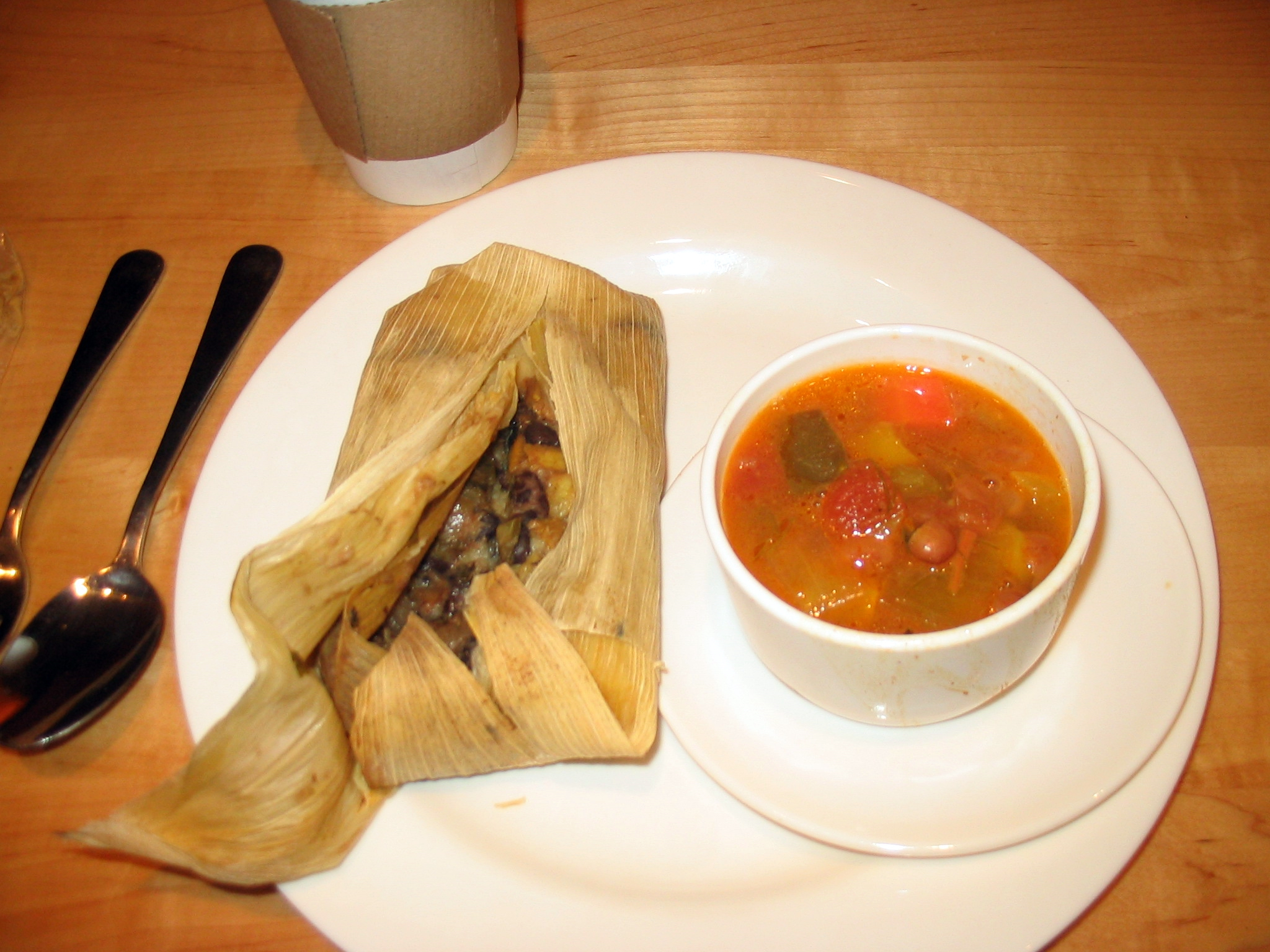
Tamale (a sinistra) e zuppa

I tamales sono un piatto tipico di alcune culture dell'America Latina; sono degli involtini preparati con un impasto a base di mais ripieno di carne, verdure, frutta o altri ingredienti; possono quindi essere salati o dolci a seconda degli ingredienti che li compongono. Il nome tamal (al singolare) deriva dalla lingua náhuatl: tamalli significa avvolto.
L'impasto viene avvolto in foglie di pannocchia e/o di mais, banane, avocado o maguey (agave americana). La cottura può avvenire al vapore o possono essere lessati in abbondante acqua.
I tamales solitamente accompagnati da bevande dolci tradizionali come atole, champurrado, café de olla o cioccolata calda.
L'origine del piatto risale probabilmente ad un periodo compreso tra l'8000 e il 5000 a.C. Aztechi, Maya, Olmechi e Toltechi lo utilizzavano come razione di cibo facilmente trasportabile per eserciti, cacciatori e viaggiatori. Ci sono testimonianze dell'utilizzo dei tamal anche tra gli Inca, molto tempo prima dell'arrivo dei conquistadores spagnoli.

## Varianti

### Perù
Nella gastronomia del Perù esistono diversi tipi di tamales a seconda della regione: ad esempio sulla costa, con carne di manzo, maiale, o pollo, nel Nord del Perù si prepara il tamal norteño, con coriandolo, che lo fa diventare di colore verde, sulla Cordigliera delle Ande si prepara in modo simile alla pachamanca. Le varianti si distinguono anche per forma e dimensione: per esempio, nella zona sud del paese (Mala, Chincha, Pisco e Ica) fanno tamales che arrivano a pesare anche più di due chili.
Un'altra nota distintiva consiste nel modo di cottura: possono essere cotti al vapore, o con il procedimento della pachamanca (cottura sotto terra, al riverbero di pietre), o alla brace (Qanq'as). 

### Messico
In Messico esistono una quantità considerevole di tipi di tamales; tra l'altro il nome e le farciture cambiano da regione a regione. Nella regione azteca i tamales vengono consumati quotidianamente a colazione o come merenda ma sono anche una portata durante banchetti allestiti per battesimi, matrimoni o durante le feste natalizie. Questo piatto viene anche preparato come offerta nella celebrazione del Giorno dei morti o nei festeggiamenti del giorno della Candelora.

### Trinidad e Tobago
Nella cucina di Trinidad e Tobago i tamales prendono il nome di pastelle e consumati soprattutto nel periodo natalizio. Sono tipicamente a base di farina di mais, ripieni di carne (manzo o pollo) speziata, uva passa, olive, capperi, ed avvolti in una foglia di banana, che viene rimossa prima di servire il piatto.